# Guitar Hero II
Guitar Hero II è il seguito del famoso videogioco musicale Guitar Hero prodotto da Activision.
Questa versione del videogioco è disponibile sia per PlayStation 2 che per Xbox 360. Per giocare serve un controllore a forma di chitarra; il gioco è venduto anche in pacco unico con il controller SG Guitar Hero per PS2 o un controller a forma di Gibson Explorer per Xbox 360.

## Modalità di gioco

### Modalità
Guitar Hero ha quattro livelli di difficoltà: Facile, Medio, Difficile e Esperto. Nella modalità Facile, si usano solo i primi tre tasti (verde, rosso e giallo). La modalità Medio introduce il pulsante blu e la modalità Difficile l'arancione. Inoltre, i livelli di difficoltà più alti sono caratterizzati da veloci assoli e più note da suonare. La modalità Esperto non introduce nuovi pulsanti, ma la difficoltà e la velocità delle canzoni è sostanzialmente aumentata fino al punto che il giocatore suona ogni nota della vera canzone, anche se con cinque pulsanti.
Il gioco ha tre modalità di gioco: modalità Carriera, Gioco Veloce e Multigiocatore.
Nella modalità Carriera, il giocatore sceglie un livello di difficoltà e sblocca il seguente blocco di cinque canzoni (vedi Lista Canzoni) completando o quattro o cinque canzoni del blocco corrente, in base al livello di difficoltà. Raggiungendo questi blocchi in qualsiasi difficoltà li sblocca per essere giocati nella modalità Gioco Veloce. Continuando la carriera, nuovi luoghi sono sbloccati e il giocatore riceve soldi (tranne che nella modalità facile) per sbloccare contenuti aggiuntivi come personaggi, video, chitarre, ecc.
La modalità Gioco Veloce permette al giocatore di scegliere di suonare una canzone che ha sbloccato o comprato nella modalità Carriera. C'è una lista di record per ogni canzone. I quattro livelli di difficoltà hanno ognuno la propria lista di record.
La modalità Multigiocatore è visualizzata in split-screen nel momento in cui si entra nella partita. Una volta selezionata questa modalità, è possibile accedere a due varianti di gioco. in un "duello di chitarre", due giocatori suonano parti di una canzone selezionata. Diversamente dalle altre modalità, non è possibile fallire una canzone in Multigiocatore (tranne in modalità Cooperativa), ma è il punteggio a indicare quale dei due giocatori vince.
È anche possibile giocare in modalità cooperativa in cui due giocatori posso scegliere (a seconda del brano) se dividersi i compiti di chitarra ritmica e chitarra solista o di chitarra e basso.
Vi è infine la modalità Esercitazione in cui il giocatore può decidere se eseguire il Tutorial, grazie al quale si impara a prendere consapevolezza dei comandi di gioco, o la Pratica per provare a fondo un brano ad un livello di difficoltà selezionabile. Le caratteristiche più importanti della Pratica sono rilevate nella possibilità di eseguire anche solo singoli passaggi senza dover suonare l'intero brano (come, ad esempio, provare un assolo particolarmente difficile) e dall'opportunità di rallentarne la velocità (per poter studiare la sequenza di note qualora se ne presentassero tante in un lasso di tempo breve).

## Personaggi
In Guitar Hero II vi sono alcuni dei personaggi del precedente episodio, con in più alcune new entry.
Disponibili
- Johnny Napalm - Punk rock
- Judy Nails - Riot grrrl
- Izzy Spark - Hair metal
- Pandora - Goth
- Axel Steel - Thrash metal
- Eddie Knox - Rockabilly
- Casey Lynch - Hard rock/Heavy metal
- Lars Umlaut - Black metal

Sbloccabili
- Clive Winston - Soft rock
- Xavier Stone - Acid rock/Psychedelic rock
- Morty - Death metal

## Colonna sonora

### Tracklist del gioco[2]
† - denota la chitarra ritmica come secondo strumento nella modalità due giocatori. (Tutte le altre canzoni hanno il basso.)
PlayStation 2
1. Brani iniziali
- Shout at the Devil - Mötley Crüe
- Mother - Danzig †
- Surrender - Cheap Trick
- Woman - Wolfmother
- Bis: Tonight I'm Gonna Rock You Tonight - Spinal Tap †

2. Amplificazioni distorte
- Strutter - Kiss †
- Heart-Shaped Box - Nirvana
- Message in a Bottle - The Police
- You Really Got Me - Van Halen[3]
- Bis: Carry on Wayward Son - Kansas

3. Strappacorde
- Monkey Wrench - Foo Fighters
- Them Bones - Alice in Chains
- Search and Destroy - The Stooges
- Tattooed Love Boys - The Pretenders
- Bis: War Pigs - Black Sabbath

4. Stati di alterazione
- Cherry Pie - Warrant
- Who Was in My Room Last Night? - Butthole Surfers †
- Girlfriend - Matthew Sweet †
- Can't You Hear Me Knocking - The Rolling Stones †
- Bis: Sweet Child o' Mine - Guns N' Roses

5. Virtuosi si diventa
- Killing in the Name - Rage Against the Machine
- John the Fisherman - Primus
- Freya - The Sword
- Bad Reputation - Thin Lizzy
- Bis: Last Child - Aerosmith †

6. Riff impietosi
- Crazy on You - Heart
- Trippin' on a Hole in a Paper Heart - Stone Temple Pilots
- Rock This Town - Stray Cats
- Jessica - The Allman Brothers Band †
- Bis: Stop! - Jane's Addiction

7. Tasti carbonizzati
- Madhouse - Anthrax
- Carry Me Home - The Living End
- Laid to Rest - Lamb of God †
- Psychobilly Freakout - The Reverend Horton Heat
- Bis: YYZ - Rush

8. Tecnica sovrumana
- Beast and the Harlot - Avenged Sevenfold
- Institutionalized - Suicidal Tendencies †
- Misirlou - Dick Dale
- Hangar 18 - Megadeth
- Bis: Free Bird - Lynyrd Skynyrd †

Xbox 360 (canzoni esclusive scritte in corsivo)
1. Brani iniziali
- Surrender - Cheap Trick
- Possum Kingdom - Toadies
- Heart-Shaped Box - Nirvana
- Salvation - Rancid
- Strutter - Kiss †
- Bis: Shout at the Devil - Mötley Crüe

2. Amplificazioni distorte
- Mother - Danzig †
- Life Wasted - Pearl Jam
- Cherry Pie - Warrant
- Woman - Wolfmother
- You Really Got Me - Van Halen[3]
- Bis: Tonight I'm Gonna Rock You Tonight - Spinal Tap †

3. Strappacorde
- Carry On Wayward Son - Kansas
- Search and Destroy - Iggy Pop & The Stooges
- Message in a Bottle - The Police
- Them Bones - Alice in Chains
- Billion Dollar Babies - Alice Cooper
- Bis: War Pigs - Black Sabbath

4. Stati di alterazione
- Monkey Wrench - Foo Fighters
- Hush - Deep Purple
- Girlfriend - Matthew Sweet †
- Who Was in My Room Last Night? - Butthole Surfers †
- Can't You Hear Me Knocking - The Rolling Stones †
- Bis: Sweet Child o' Mine - Guns N' Roses

5. Virtuosi si diventa
- Rock and Roll, Hoochie Koo - Rick Derringer
- Tattooed Love Boys - The Pretenders
- John the Fisherman - Primus
- Jessica - The Allman Brothers Band †
- Bad Reputation - Thin Lizzy
- Bis: Last Child - Aerosmith †

6. Riff impietosi
- Crazy on You - Heart
- Trippin' On a Hole in a Paper Heart - Stone Temple Pilots
- Dead! - My Chemical Romance †
- Killing in the Name - Rage Against the Machine
- Freya - The Sword
- Bis: Stop! - Jane's Addiction

7. Tasti carbonizzati
- Madhouse - Anthrax
- The Trooper - Iron Maiden
- Rock This Town - Stray Cats
- Laid to Rest - Lamb of God †
- Psychobilly Freakout - The Reverend Horton Heat
- Bis: YYZ - Rush

8. Tecnica sovrumana
- Beast and the Harlot - Avenged Sevenfold
- Carry Me Home - The Living End
- Institutionalized - Suicidal Tendencies †
- Misirlou - Dick Dale
- Hangar 18 - Megadeth
- Bis: Free Bird - Lynyrd Skynyrd †

Le canzoni bonus sono le stesse per entrambi i capitoli e nel medesimo ordine e sono i seguenti:
- Raw Dogs - The Last Vegas
- Arterial Black - Drist
- Collide - Anarchy Club
- Elephant Bones - That Handsome Devil
- Fall of Pangea - Valient Thorr
- FTK - Vagiant
- Gemini - Brian Kahanek
- Push Push (Lady Lightning) - Bang Camaro
- Laughtrack - The Acro-brats
- Less Talk More Rokk - Freezepop
- Jordan - Buckethead
- Mr.Fix-It - The Amazing Royal Crowns
- The New Black - Every Time I Die
- One for the Road - The Breaking Wheel (ex Artillery)
- Parasite - The Neighborhoods
- Radium Eyes - Count Zero
- Red Lottery - Megasus
- Six - All That Remains
- Soy Bomb - Honest Bob and the Factory-to-Dealer Incentives
- The Light That Blind - Shadows Fall
- Thunderhorse - Dethklok
- Trogdor - Strong Bad
- The X-Stream - Voivod
- Yes we Can - Made in Mexico

### Canzoni scaricabili per Xbox 360
Queste canzoni extra sono scaricabili da Xbox Live in pacchetti da 500 Microsoft Points (MSP) o come canzoni sfuse da 200 MSP l'una. Le canzoni sono compatibili unicamente con Guitar Hero II e non sono supportabili dagli altri capitoli della serie. I pacchetti sono elencati in ordine di pubblicazione.
| Titolo pacchetto               | Canzoni |
| ------------------------------ | --- |
| Guitar Hero Track Pack 1       | Bark at the Moon - Ozzy Osbourne, Hey You - The Exies, Ace Of Spades - Motörhead                                                                    |
| Guitar Hero Track Pack 2       | Killer Queen - Queen, Take It Off - The Donnas, Frankenstein - The Edgar Winter Group                                                               |
| Guitar Hero Track Pack 3       | Higher Ground - Red Hot Chili Peppers, Infected - Bad Religion, Stellar - Incubus                                                                   |
| Guitar Hero Track Pack 4       | I Wanna Be Sedated - Ramones, Smoke on the Water - Deep Purple, You've Got Another Thing Comin' - Judas Priest                                      |
| My Chemical Romance Pack       | Teenager, Famous Last Words, This is How I Disappear                                                                                                |
| Guitar Hero Indie Label Pack 1 | Detonation - Trivium, Ex's and Oh's - Atreyu, Bury the Hatchet - Protest the Hero                                                                   |
| Guitar Hero Indie Label Pack 2 | The State of Massachusetts - Dropkick Murphys, You Should Be Ashamed of Myself - The Bled, Memories of the Grove - Maylene and the Sons of Disaster |

sono inoltre scaricabili le seguenti canzoni sfuse:
- Sin Documentos - Los Rodrìguez
- Sept - Pleymo
- Exile - Soilwork